# Кеннеді Госс
Кеннеді Госс (англ. Kennedy Goss, нар. 19 серпня 1996, Торонто, Канада) — канадська плавчиня, бронзова призерка Олімпійських ігор 2016 року.

## Виступи на Олімпійських іграх
| Олімпіада | Дисципліна             | Місце |
| --------- | ---------------------- | ----- |
| Ріо 2016  | 4×200 м вільним стилем | 3     |